# St. Lorenz (Schöningen)

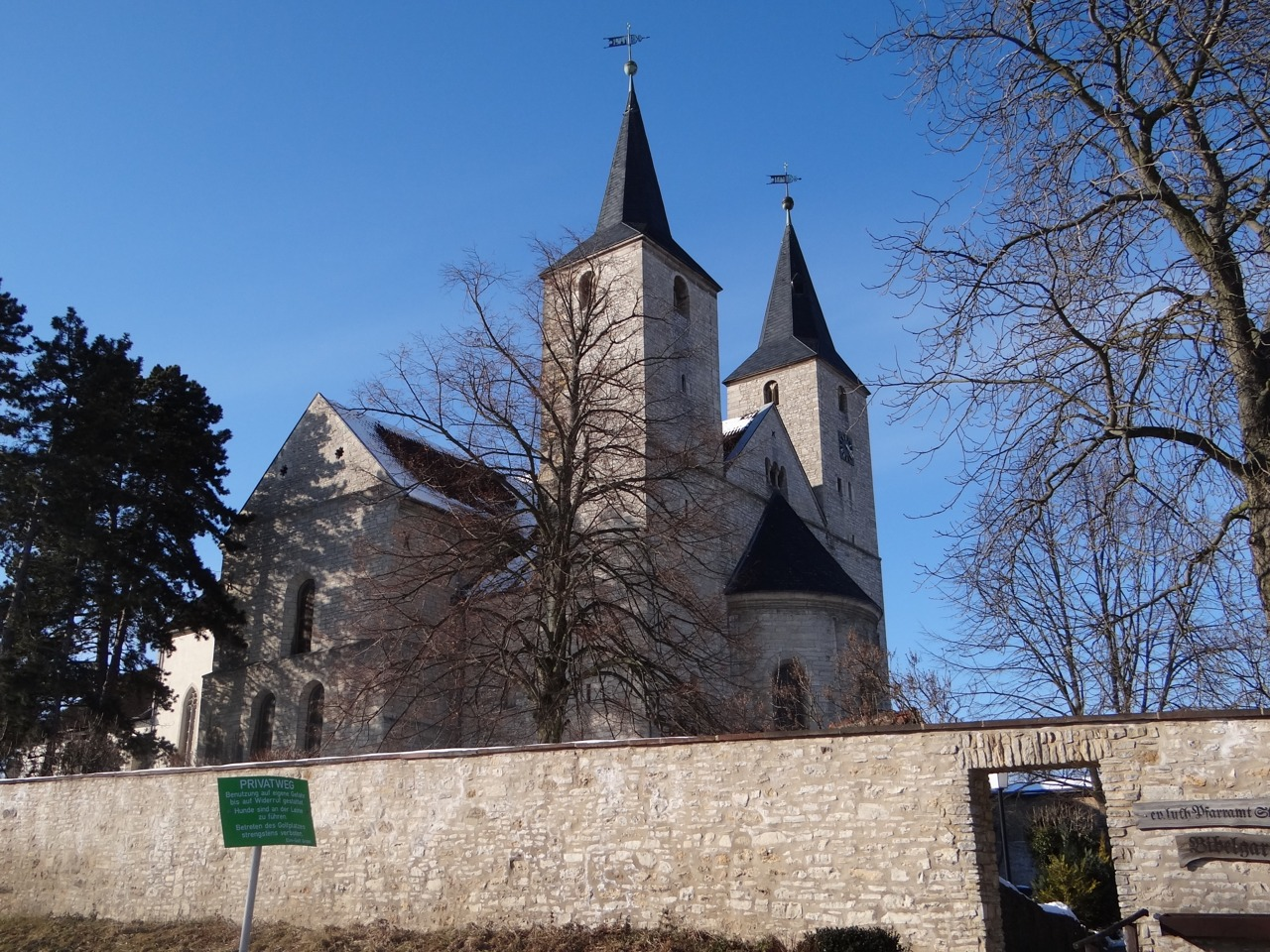
St.-Lorenz-Kirche

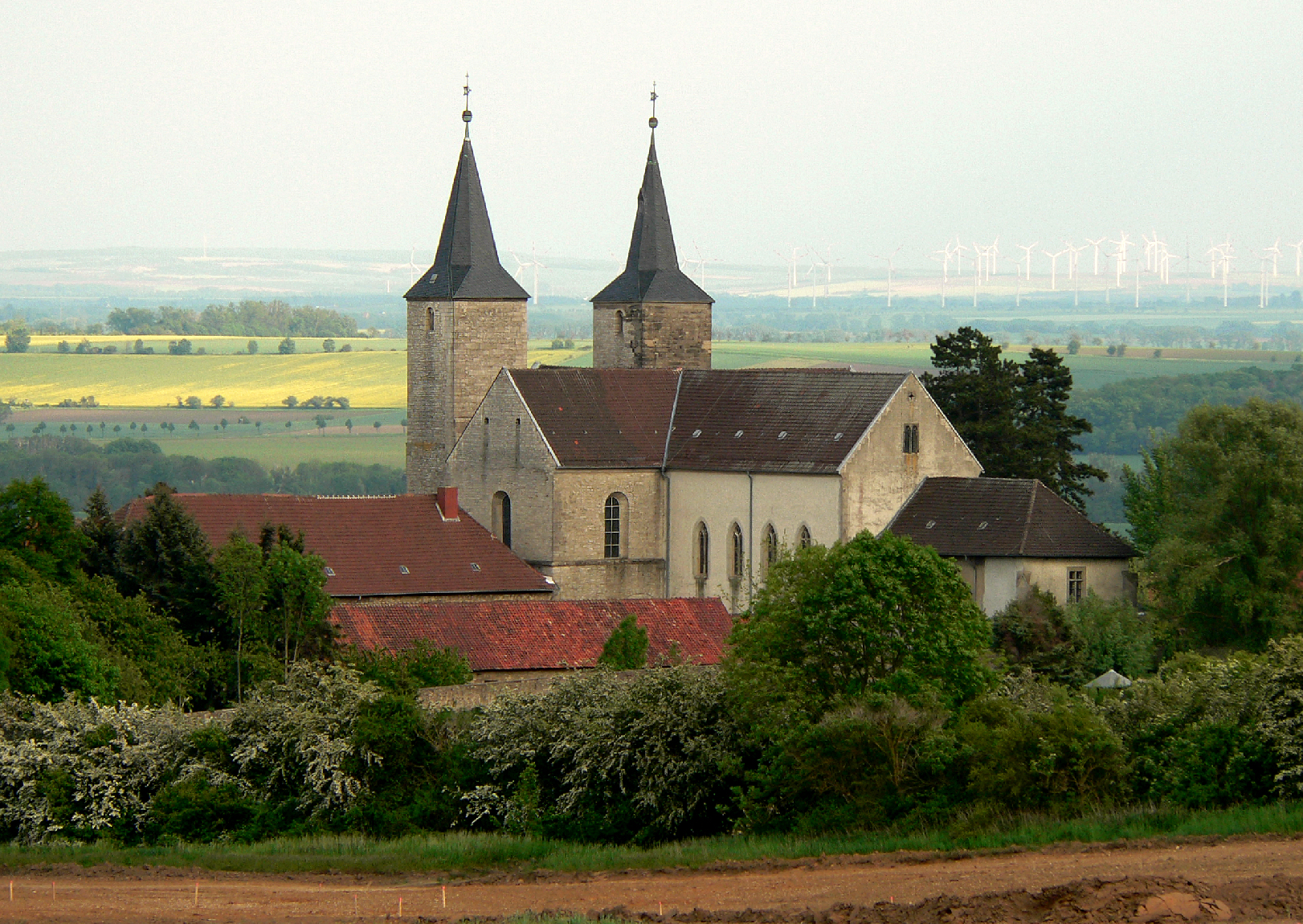
Blick vom Elm auf die Kirche

St.-Lorenz ist ein Kirchengebäude in Schöningen in Niedersachsen. Die Kirche geht aus einem 1120 von Bischof Reinhard von Halberstadt als Augustiner-Chorherren-Stift gegründeten Kloster hervor, das 1648 säkularisiert wurde. Heute wird das Kirchengebäude von der evangelisch-lutherischen Gemeinde in Schöningen genutzt.

## Geschichte
1119 hob Bischof Reinhard von Halberstadt das seit 983 in Schöningen (Ostendorf) bestehende Benediktinerinnen-Kloster St. Laurentius auf, da die Räumlichkeiten baufällig waren. Er ersetzte es durch das Augustiner-Chorherrenstift St. Laurentii im oberen Teil Schöningens (Westendorf), das er mit Augustiner-Chorherren aus Hamersleben besetzte.
Die soziale Not im Mittelalter führte zu großen Verlusten, sodass weder die notwendigen Mittel zur Instandsetzung und Erhaltung der Kirche und des Stifts noch genügend Geistliche vorhanden waren. Als am 16. Oktober 1542 Braunschweigs Reformator Johannes Bugenhagen in Schöningen weilte, um das Stift in die Verwaltung der neuen Lehre zu übernehmen, waren außer dem Propst nur noch ein Mönch und einige Laienbrüder anwesend; alle übrigen waren nach Hamersleben geflüchtet. Der Propst lieferte Briefe und Siegel aus, während das Stift mit seinen Gütern in staatliche Verwaltung kam. Seit der Säkularisation 1648 des Stifts dient das Kirchengebäude als evangelische Pfarrkirche in Schöningen. Die weiteren Gebäude wurden als landwirtschaftliches Gut genutzt wurden, verfielen oder wurden abgebrochen.

## Baugeschichte

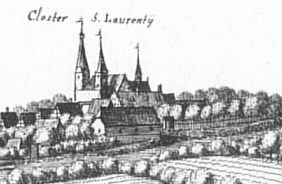
Merian-Stich vom Stift St. Lorenz, um 1654

Das ursprüngliche, im 12. Jahrhundert errichtete Kirchengebäude wies eine flache Balkendecke auf. Ende des 13. Jahrhunderts wurde es im Chor mit einem Kreuzrippengewölbe versehen, wobei der Kaiserdom Königslutter als Vorbild diente. Als Grund für den Umbau wird ein möglicher Brand im Jahr 1291 vermutet.
In der ersten Hälfte des 15. Jahrhunderts wurde das Hauptschiff völlig zerstört. Es ist nicht bekannt, ob es einer Brandkatastrophe zum Opfer fiel oder ob es statische Probleme durch sackenden Boden zum Einsturz brachten. In der zweiten Hälfte des 15. Jahrhunderts entstand eine behelfsmäßige Ergänzung im spätgotischen Stil.
Dabei erhielten die beiden romanischen Osttürme ihre gotischen Spitzen. Abgeschlossen waren die Arbeiten im Jahr 1491, worauf ein Schlussstein deutet. Der südliche Kirchturm, der auch der „Lange“ genannt wird, war wesentlich höher, wie es ein um 1650 entstandener Kupferstich von Matthäus Merian zeigt. Hier schlug 1690 ein Blitz ein und spaltete den Turm, der erst Jahrzehnte danach ausgebessert wurde. Von dem auf der Nordseite gelegenen Kreuzgang ist nur ein bescheidener Rest erhalten. In einem an das nördliche Querschiff anschließenden Gang sieht man noch rot-schwarz gemalte Ranken, einen romanischen Bogen, der auf die westlich anschließende Fortsetzung hinweist, und zwei gotische Portale, die in das östliche Wirtschaftsgebäude führen.
Von 1975 bis 1983 erfolgte eine Sanierung des Kircheninnenraums  mit der Errichtung eines beweglichen Altars und der Herstellung des heutigen Fußbodenniveaus.

## Forschungsgeschichte

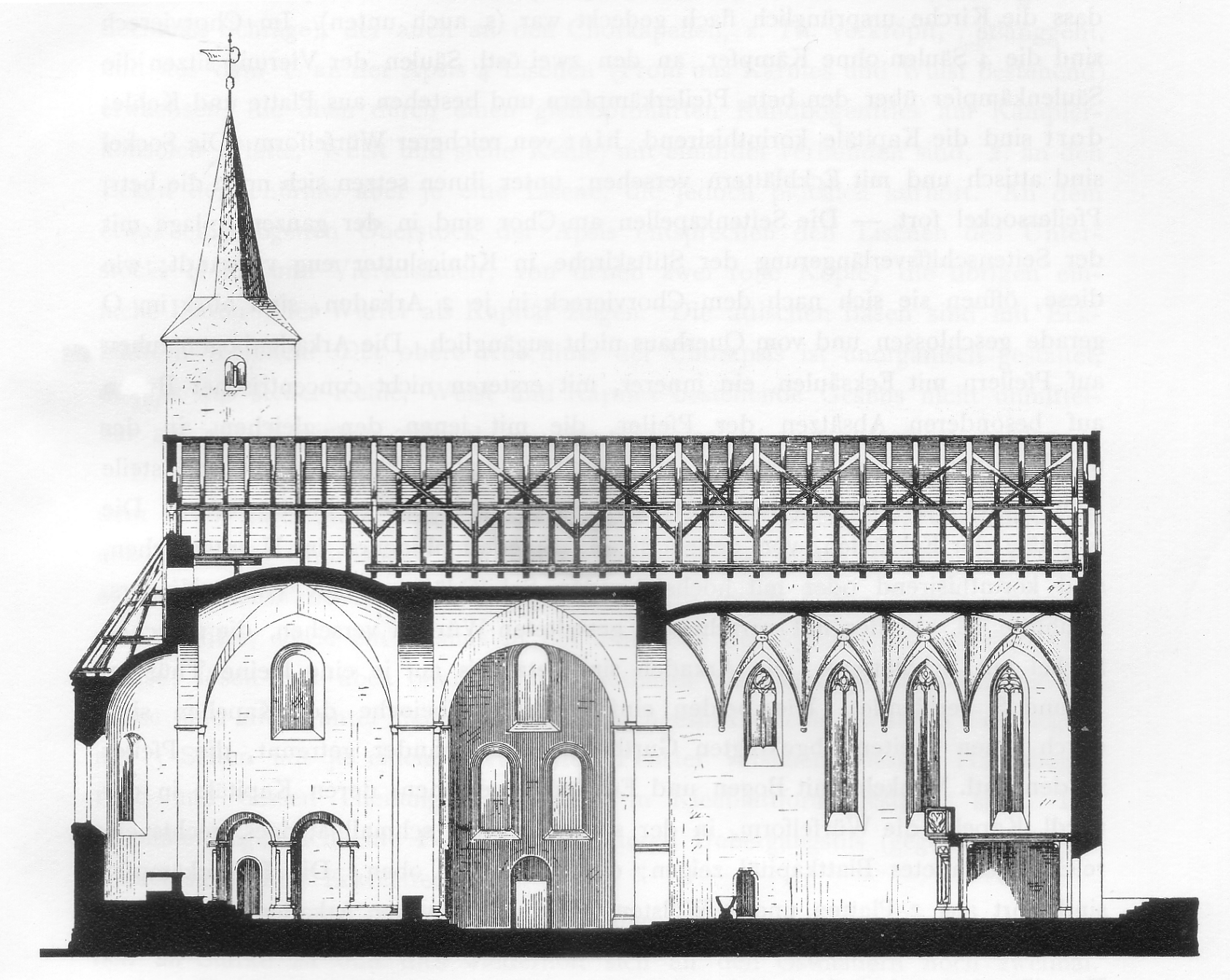
Schnitt durch das Kirchengebäude, 1896

Die Baugeschichte der Kirche ist nicht vollständig bekannt. Die heute noch vorhandenen Gebäude lassen sich in einen älteren romanischen Teil mit Querhaus und Chor sowie in einen jüngeren gotischen Teil mit dem Langhaus unterscheiden.
1992 setzten langandauernde archäologische Untersuchungen auf dem früheren Klosterareal ein, bei denen vor allem die Reste des Nord- und Westkreuzgangs freigelegt wurden. Anlass war die Erweiterung von Liegenschaften des angrenzenden Golfclubs, der dafür einen Teil des früheren Konventgebäudes nutzen wollte. Die Ausgrabungen im Kircheninneren hielten mit Unterbrechungen bis 2003 an. Es wurden die Reste eines romanischen Kreuzganges mit seinem Nord- und Südflügel dokumentiert. Darin fanden sich 120 mittelalterliche Bestattungen und Heizungseinrichtungen. Fundstücke waren Dachziegel, Gefäßfragmente, Gürtelschnallen sowie Schreibgriffel aus Buntmetall. Auch wurden zwischen romanischen Mauern Fundamente festgestellt, die älteren Datums sind. Ebenso ließen sich Pfostenspuren feststellen, die zu älteren Gebäuden gehören könnten.
Bei den Ausgrabungen wurde der Frage nachgegangen, ob an der Stelle vor der Kirchengründung von 1120 ein Bauwerk aus karolingischer oder ottonischer Zeit bestand. Seit langem wird in Schöningen eine im 8. Jahrhundert bestehende Pfalz der Karolinger als Vorposten gegen die Slawen im Osten vermutet.